# Dơi quạ mang mặt nạ
Pteropus personatus là một loài động vật có vú trong họ Dơi quạ, bộ Dơi. Loài này được Temminck mô tả năm 1825.

## Hình ảnh